# Mistrzostwa Świata Par na Żużlu 1991
Mistrzostwa Świata Par 1991 – dwudziesta druga edycja w historii na żużlu. Wygrała para duńska – Hans Nielsen i Jan Osvald Pedersen (rez. Tommy Knudsen).

## Półfinały

### Pierwszy półfinał
- 16 czerwca 1991 r. (niedziela),  Pardubice
- Awans: 3

| Miejsce | Kraje          | Suma | Zawodnicy                                   | Pkt.   | Pkt bieg. |
| ------- | -------------- | ---- | ------------------------------------------- | ------ | --------- |
| 1       | Szwecja        | 27   | Per Jonsson Henrik Gustafsson               | 14 13  | b.d       |
| 2       | Norwegia       | 20   | Lars Gunnestad Einar Kyllingstad            | 14 6   | b.d       |
| 3       | Czechosłowacja | 20   | Bohumil Brhel Zdeněk Tesař Antonín Kasper   | 16 4 0 | b.d       |
| 4       | Anglia         | 19   | Kelvin Tatum Gary Havelock Jeremy Doncaster | 9 6 4  | b.d       |
| 5       | Australia      | 18   | Glenn Doyle Todd Wiltshire Leigh Adams      | 8 5    | b.d       |
| 6       | Węgry          | 16   | Zoltan Adorjan Sandor Tihanyi               | 8      | b.d       |
| 7       | Austria        | 6    | Franz Leitner Andreas Bössner Toni Pilotto  | 5 1 0  | b.d       |

### Drugi półfinał
- 16 czerwca 1991 r. (niedziela),  Pocking
- Awans: 3

| Miejsce | Kraje             | Suma | Zawodnicy                                         | Pkt.     | Pkt bieg. |
| ------- | ----------------- | ---- | ------------------------------------------------- | -------- | --------- |
| 1       | Dania             | 26   | Hans Nielsen Tommy Knudsen                        | 14 12    | b.d       |
| 2       | Włochy            | 20+3 | Armando Castagna Valentino Furlanetto             | 16+3 4   | b.d       |
| 3       | Niemcy            | 20+2 | Gerd Riss Klaus Lausch Tommy Dunker               | 12 7+3 1 | b.d       |
| 4       | Stany Zjednoczone | 19   | Ronnie Correy Sam Ermolenko                       | 12 7     | b.d       |
| 5       | Nowa Zelandia     | 17   | Mitch Shirra Gary Allan                           | 15 2     | b.d       |
| 6       | Związek Radziecki | 14   | Rif Saitgariejew Oleg Kurguskin Michaił Starostin | 9 5 0    | b.d       |
| 7       | Finlandia         | 10   | Juha Moksunen Vesa Ylinen                         | 5        | b.d       |

## Finał
- 20 lipca 1991 r. (sobota),  Poznań

| Miejsce | Kraje          | Suma | Zawodnicy                                                    | Pkt.    | Pkt bieg.                                 |
| ------- | -------------- | ---- | ------------------------------------------------------------ | ------- | ----------------------------------------- |
| 1       | Dania          | 28   | Hans Nielsen Jan Osvald Pedersen rez. Tommy Knudsen          | 14 ns   | (2,3,2,3,2,2) (3,d,3,2,3,3) ns            |
| 2       | Szwecja        | 24   | Henrik Gustafsson Per Jonsson rez. Jimmy Nilsen              | 9 7 8   | (3,2,-,-,1,3) (2,-,3,2,0,-) (-,3,2,1,-,2) |
| 3       | Norwegia       | 19   | Lars Gunnestad Einar Kyllingstad rez. Tor Einar Hielm        | 11 8 ns | (2,0,3,3,0,3) (0,1,2,2,1,2) ns            |
| 4       | Niemcy         | 18   | Gerd Riss Klaus Lausch rez. Tommy Dunker                     | 9 ns    | (1,3,1,2,1,1) (3,0,0,3,3,0) ns            |
| 5       | Czechosłowacja | 18   | Bohumil Brhel Roman Matoušek rez. Zdeněk Tesař               | 12 6 0  | (2,2,0,3,2,3) (1,1,1,-,1,2) (-,-,-,0,-,-) |
| 6       | Włochy         | 10   | Armando Castagna Valentino Furlanetto rez. Fabrizio Vesprini | 9 1 0   | (0,3,1,1,3,1) (1,0,0,0,-,0) (-,-,-,-,0,-) |
| 7       | Polska         | 9    | Ryszard Dołomisiewicz Wojciech Załuski rez. Piotr Świst      | 5 1 3   | (1,1,0,1,2,0) (0,-,-,0,-,1) (-,2,1,-,0,-) |